# Saint-Léonard-des-Parcs
Saint-Léonard-des-Parcs – miejscowość i gmina we Francji, w regionie Normandia, w departamencie Orne.
Według danych na rok 1990 gminę zamieszkiwało 105 osób, a gęstość zaludnienia wynosiła 8 osób/km² (wśród 1815 gmin Dolnej Normandii Saint-Léonard-des-Parcs plasuje się na 781. miejscu pod względem liczby ludności, natomiast pod względem powierzchni na miejscu 317.).